# 나사르 아흐마드 바하위
나사르 아흐마드 바하위(파슈토어: نثار احمد بهاوی‎, 1984년 3월 27일~)는 아프가니스탄의 전 태권도 선수이다. 2008년 하계 올림픽과 2012년 하계 올림픽에 참가했고 세계 선수권 대회에서 은메달 1개(2007), 아시안 게임에서 은메달 1개, 동메달 1개를 획득했다.